# Formula 1 – sezona 1955.
| FIA Svjetsko automobilističko prvenstvo 1955. | FIA Svjetsko automobilističko prvenstvo 1955. |
|                                               | Prvak                                         |
| --------------------------------------------- | --------------------------------------------- |
| Vozač                                         | Juan Manuel Fangio (Mercedes)                 |
| Prethodna sezona                              | Sljedeća sezona                               |
| 1954.                                         | 1956.                                         |

Formula 1 – sezona 1955. je bila 6. sezona u prvenstvu Formule 1. Vozilo se 7 utrka u periodu od 16. siječnja do 11. rujna 1955. godine, a prvak je postao Juan Manuel Fangio u bolidu Mercedes. Ovo je bila prva sezona u Formuli 1 za Jacka Brabhama i posljednja za Alberta Ascarija.

## Sažetak sezone
Juan Manuel Fangio pobijedio je na četiri od sedam utrka, te osvojio treći naslov svjetskog prvaka u Formuli 1. Velika nagrada Monaka se vratila u kalendar Formule 1 nakon 1950., a svoju prvu pobjedu upravo na toj utrci ostvario je Francuz Maurice Trintignant. Neobičnu nesreću na utrci u Monaku imao je Alberto Ascari, čiji je bolid u 80. krugu probio zaštitne ograde i upao u more. Ascari je brzom intervencijom izvučen iz mora te je zadobio samo slomljen nos i nekoliko modrica. No samo četiri dana nakon, Ascari se pojavio na Monzi da gleda test novog Ferrarijevog trkaćeg automobila. Svi su bili iznenađeni posjetom Ascarija, koji je želio da odveze nekoliko krugova i testira svoje mogućnosti nakon nesreće u Monaku. Tog dana Alberto je nosio jaknu i kravatu, a svoju sretnu plavu kacigu je ostavio kod kuće, pa je posudio onu Eugenija Castellottija koji je testirao bolid. Nakon samo tri kruga njegov Ferrari se našao u ogradi pored staze, a talijanski velikan je preminuo od posljedica sudara.
Prvu pobjedu u Formuli 1 ostvario je i Stirling Moss na VN Velike Britanije. Utrka 500 milja Indianapolisa pripala je Bobu Sweikertu, ali i na toj utrci dogodila su se dva smrtna slučaja. Manny Ayulo poginuo je u kvalifikacijama, a Bill Vukovich dok je vodio utrku i bio nadomak svoje treće uzastopne pobjede na toj utrci. Talijan Mario Alborghetti poginuo je na utrci Pau u Francuskoj; utrci koja se nije bodovala za prvenstvo.
Zbog nesreće na utrci 24 sata Le Mansa u kojoj je poginuo Francuz Pierre Levegh i još 83 gledatelja, Mercedes se kao momčad povukao iz Formule 1, a ponovno se vratio tek 2010. Također, pobjeda Nice Rosberga na VN Kine 2012., prva je Mercedesova pobjeda od Fangiove na Monzi ove sezone. 

## Vozači i konstruktori
Popis ne uključuje američke vozače koji su se natjecali na 500 milja Indianapolisa.
| Konstruktor             | Momčad / Sudionik         | Šasija                     | Motor                 | Gume | Vozač                  | Utrke    |
| ----------------------- | ------------------------- | -------------------------- | --------------------- | ---- | ---------------------- | -------- |
| Mercedes                | Daimler Benz AG           | Mercedes-Benz W196         | Mercedes M196 2.5 L8  | C    | Juan Manuel Fangio     | 1–2, 4–7 |
| Mercedes                | Daimler Benz AG           | Mercedes-Benz W196         | Mercedes M196 2.5 L8  | C    | Karl Kling             | 1, 4–7   |
| Mercedes                | Daimler Benz AG           | Mercedes-Benz W196         | Mercedes M196 2.5 L8  | C    | Stirling Moss          | 1–2, 4–7 |
| Mercedes                | Daimler Benz AG           | Mercedes-Benz W196         | Mercedes M196 2.5 L8  | C    | Hans Herrmann          | 1        |
| Mercedes                | Daimler Benz AG           | Mercedes-Benz W196         | Mercedes M196 2.5 L8  | C    | André Simon            | 2        |
| Mercedes                | Daimler Benz AG           | Mercedes-Benz W196         | Mercedes M196 2.5 L8  | C    | Piero Taruffi          | 6–7      |
| Ferrari                 | Scuderia Ferrari          | Ferrari 625 F1 Ferrari 555 | Ferrari 555 2.5 L4    | E    | Giuseppe Farina        | 1–2, 4   |
| Ferrari                 | Scuderia Ferrari          | Ferrari 625 F1 Ferrari 555 | Ferrari 555 2.5 L4    | E    | Umberto Maglioli       | 1, 7     |
| Ferrari                 | Scuderia Ferrari          | Ferrari 625 F1 Ferrari 555 | Ferrari 555 2.5 L4    | E    | José Froilán González  | 1        |
| Ferrari                 | Scuderia Ferrari          | Ferrari 625 F1 Ferrari 555 | Ferrari 555 2.5 L4    | E    | Maurice Trintignant    | 1–2, 4–7 |
| Ferrari                 | Scuderia Ferrari          | Ferrari 625 F1 Ferrari 555 | Ferrari 555 2.5 L4    | E    | Harry Schell           | 2        |
| Ferrari                 | Scuderia Ferrari          | Ferrari 625 F1 Ferrari 555 | Ferrari 555 2.5 L4    | E    | Piero Taruffi          | 2        |
| Ferrari                 | Scuderia Ferrari          | Ferrari 625 F1 Ferrari 555 | Ferrari 555 2.5 L4    | E    | Paul Frère             | 2, 4     |
| Ferrari                 | Scuderia Ferrari          | Ferrari 625 F1 Ferrari 555 | Ferrari 555 2.5 L4    | E    | Mike Hawthorn          | 5–7      |
| Ferrari                 | Scuderia Ferrari          | Ferrari 625 F1 Ferrari 555 | Ferrari 555 2.5 L4    | E    | Eugenio Castellotti    | 5–7      |
| Ferrari                 | Equipe Nationale Belge    | Ferrari 500                | Ferrari 625 2.5 L4    | E    | Johnny Claes           | 5        |
| Maserati                | Officine Alfieri Maserati | Maserati 250F              | Maserati 250F1 2.5 L6 | P    | Jean Behra             | 1–2, 4–7 |
| Maserati                | Officine Alfieri Maserati | Maserati 250F              | Maserati 250F1 2.5 L6 | P    | Roberto Mieres         | 1–2, 4–7 |
| Maserati                | Officine Alfieri Maserati | Maserati 250F              | Maserati 250F1 2.5 L6 | P    | Sergio Mantovani       | 1        |
| Maserati                | Officine Alfieri Maserati | Maserati 250F              | Maserati 250F1 2.5 L6 | P    | Luigi Musso            | 1–2, 4–7 |
| Maserati                | Officine Alfieri Maserati | Maserati 250F              | Maserati 250F1 2.5 L6 | P    | Carlos Menditeguy      | 1, 7     |
| Maserati                | Officine Alfieri Maserati | Maserati 250F              | Maserati 250F1 2.5 L6 | P    | Clemar Bucci           | 1        |
| Maserati                | Officine Alfieri Maserati | Maserati 250F              | Maserati 250F1 2.5 L6 | P    | Harry Schell           | 1        |
| Maserati                | Officine Alfieri Maserati | Maserati 250F              | Maserati 250F1 2.5 L6 | P    | Cesare Perdisa         | 2, 4     |
| Maserati                | Officine Alfieri Maserati | Maserati 250F              | Maserati 250F1 2.5 L6 | P    | André Simon            | 6        |
| Maserati                | Officine Alfieri Maserati | Maserati 250F              | Maserati 250F1 2.5 L6 | P    | Peter Collins          | 7        |
| Maserati                | Officine Alfieri Maserati | Maserati 250F              | Maserati 250F1 2.5 L6 | P    | Horace Gould           | 7        |
| Maserati                | Alberto Uria              | Maserati A6GCM             | Maserati 250F1 2.5 L6 | P    | Alberto Uria           | 1        |
| Maserati                | Ecurie Rosier             | Maserati 250F              | Maserati 250F1 2.5 L6 | P    | Louis Rosier           | 2, 4–5   |
| Maserati                | Stirling Moss Ltd         | Maserati 250F              | Maserati 250F1 2.5 L6 | D    | Lance Macklin          | 2, 6     |
| Maserati                | Stirling Moss Ltd         | Maserati 250F              | Maserati 250F1 2.5 L6 | D    | Johnny Claes           | 4        |
| Maserati                | Stirling Moss Ltd         | Maserati 250F              | Maserati 250F1 2.5 L6 | D    | Peter Walker           | 5        |
| Maserati                | Stirling Moss Ltd         | Maserati 250F              | Maserati 250F1 2.5 L6 | D    | John Fitch             | 7        |
| Maserati                | Gould's Garage            | Maserati 250F              | Maserati 250F1 2.5 L6 | D    | Horace Gould           | 5–6      |
| Maserati                | Owen Racing Organisation  | Maserati 250F              | Maserati 250F1 2.5 L6 | D    | Peter Collins          | 6        |
| Maserati                | Gilby Engineering         | Maserati 250F              | Maserati 250F1 2.5 L6 | D    | Roy Salvadori          | 6        |
| Lancia                  | Scuderia Lancia           | Lancia D50                 | Lancia DS50 2.5 V8    | P    | Alberto Ascari         | 1–2      |
| Lancia                  | Scuderia Lancia           | Lancia D50                 | Lancia DS50 2.5 V8    | P    | Luigi Villoresi        | 1–2      |
| Lancia                  | Scuderia Lancia           | Lancia D50                 | Lancia DS50 2.5 V8    | P    | Eugenio Castellotti    | 1–2, 4   |
| Lancia                  | Scuderia Lancia           | Lancia D50                 | Lancia DS50 2.5 V8    | P    | Louis Chiron           | 2        |
| Lancia                  | Scuderia Ferrari          | Lancia D50                 | Lancia DS50 2.5 V8    | E    | Nino Farina            | 7        |
| Lancia                  | Scuderia Ferrari          | Lancia D50                 | Lancia DS50 2.5 V8    | E    | Luigi Villoresi        | 7        |
| Gordini                 | Equipe Gordini            | Gordini T16                | Gordini 23 2.5 L6     | E    | Élie Bayol             | 1–2      |
| Gordini                 | Equipe Gordini            | Gordini T16                | Gordini 23 2.5 L6     | E    | Pablo Birger           | 1        |
| Gordini                 | Equipe Gordini            | Gordini T16                | Gordini 23 2.5 L6     | E    | Jesús Iglesias         | 1        |
| Gordini                 | Equipe Gordini            | Gordini T16                | Gordini 23 2.5 L6     | E    | Robert Manzon          | 2, 5–6   |
| Gordini                 | Equipe Gordini            | Gordini T16                | Gordini 23 2.5 L6     | E    | Jacques Pollet         | 2, 5, 7  |
| Gordini                 | Equipe Gordini            | Gordini T16                | Gordini 23 2.5 L6     | E    | Hermano da Silva Ramos | 5–7      |
| Gordini                 | Equipe Gordini            | Gordini T16                | Gordini 23 2.5 L6     | E    | Mike Sparken           | 6        |
| Gordini                 | Equipe Gordini            | Gordini T16                | Gordini 23 2.5 L6     | E    | Jean Lucas             | 7        |
| Vanwall                 | Vandervell Products       | Vanwall VW 55              | Vanwall 254 2.5 L4    | P    | Mike Hawthorn          | 2, 4     |
| Vanwall                 | Vandervell Products       | Vanwall VW 55              | Vanwall 254 2.5 L4    | P    | Ken Wharton            | 6–7      |
| Vanwall                 | Vandervell Products       | Vanwall VW 55              | Vanwall 254 2.5 L4    | P    | Harry Schell           | 6–7      |
| HWM-Alta                | E.N. Whiteaway            | HWM 53                     | Alta GP 2.5 L4        | D    | Ted Whiteaway          | 2        |
| Connaught-Alta          | Connaught Engineering     | Connaught B                | Alta GP 2.5 L4        | D    | Kenneth McAlpine       | 6        |
| Connaught-Alta          | Connaught Engineering     | Connaught B                | Alta GP 2.5 L4        | D    | Jack Fairman           | 6        |
| Connaught-Alta          | Connaught Engineering     | Connaught B                | Alta GP 2.5 L4        | D    | Tony Rolt              | 6        |
| Connaught-Alta          | Connaught Engineering     | Connaught B                | Alta GP 2.5 L4        | D    | Peter Walker           | 6        |
| Connaught-Alta          | Connaught Engineering     | Connaught B                | Alta GP 2.5 L4        | D    | Leslie Marr            | 6        |
| Cooper-Bristol          | Cooper Car Company        | Cooper T40                 | Bristol BS1 2.0 L6    | D    | Jack Brabham           | 6        |
| Arzani-Volpini-Maserati | Scuderia Volpini          | Arzani-Volpini F1          | Maserati 4CLT 2.5 L4  | P    | Luigi Piotti           | 7        |

## Kalendar
| Rd | Datum        | Velika nagrada   | Staza             | Prvo startno mjesto   | Pobjednik vozač     | Pobjednik konstruktor    |
| -- | ------------ | ---------------- | ----------------- | --------------------- | ------------------- | ------------------------ |
| 1  | 16. siječnja | Argentina        | Buenos Aires      | José Froilán González | Juan Manuel Fangio  | Mercedes                 |
| 2  | 22. svibnja  | Monako           | Monaco            | Juan Manuel Fangio    | Maurice Trintignant | Ferrari                  |
| 3  | 30. svibnja  | Indianapolis 500 | Indianapolis      | Jerry Hoyt            | Bob Sweikert        | Kurtis Kraft-Offenhauser |
| 4  | 5. lipnja    | Belgija          | Spa-Francorchamps | Eugenio Castellotti   | Juan Manuel Fangio  | Mercedes                 |
| 5  | 19. lipnja   | Nizozemska       | Zandvoort         | Juan Manuel Fangio    | Juan Manuel Fangio  | Mercedes                 |
| 6  | 16. srpnja   | Velika Britanija | Aintree           | Stirling Moss         | Stirling Moss       | Mercedes                 |
| 7  | 11. rujna    | Italija          | Monza             | Juan Manuel Fangio    | Juan Manuel Fangio  | Mercedes                 |

- Velika nagrada Francuske,  Velika nagrada Njemačke,  Velika nagrada Španjolske i  Velika nagrada Švicarske su trebali biti dio kalendara ove sezone, ali nakon nesreće na utrci 24 sata Le Mansa 11. lipnja, sve četiri Velike nagrade su otkazane.

## Sistem bodovanja
Sistem bodovanja u Formuli 1
| Mjesto       | Bodovi |
| ------------ | ------ |
| 1.           | 8      |
| 2.           | 6      |
| 3.           | 4      |
| 4.           | 3      |
| 5.           | 2      |
| Najbrži krug | 1      |

- Samo 5 najboljih rezultata u 7 utrka su se računala za prvenstvo vozača.

## Rezultati utrka
| Poz. | Br. | Vozač                                                 | Konstruktor | Vrijeme          | Grid | Bodovi |
| ---- | --- | ----------------------------------------------------- | ----------- | ---------------- | ---- | ------ |
| 1.   | 2   | Juan Manuel Fangio                                    | Mercedes    | 3 h 0 min 38,6 s | 3.   | 9      |
| 2.   | 12  | José Froilán González Nino Farina Maurice Trintignant | Ferrari     | + 1 min 29,6 s   | 1.   | 2      |
| 3.   | 10  | Nino Farina Umberto Maglioli Maurice Trintignant      | Ferrari     | + 2 kruga        | 5.   | 1,33   |
| 4.   | 8   | Hans Herrmann Karl Kling Stirling Moss                | Mercedes    | + 2 kruga        | 10.  | 1      |
| 5.   | 18  | Roberto Mieres                                        | Maserati    | + 5 krugova      | 16.  | 2      |

| Najbrži krug | Juan Manuel Fangio - 1 min 48,3 s |

| Poz. | Br. | Vozač                     | Konstruktor | Vrijeme          | Grid | Bodovi |
| ---- | --- | ------------------------- | ----------- | ---------------- | ---- | ------ |
| 1.   | 44  | Maurice Trintignant       | Ferrari     | 2 h 58 min 9,7 s | 9.   | 8      |
| 2.   | 30  | Eugenio Castellotti       | Lancia      | + 20,3 s         | 4.   | 6      |
| 3.   | 34  | Jean Behra Cesare Perdisa | Maserati    | + 1 krug         | 5.   | 2      |
| 4.   | 42  | Nino Farina               | Ferrari     | + 1 krug         | 14.  | 3      |
| 5.   | 28  | Luigi Villoresi           | Lancia      | + 1 krug         | 7.   | 2      |

| Najbrži krug | Juan Manuel Fangio - 1 min 42,4 s |

| Poz. | Br. | Vozač                        | Konstruktor              | Vrijeme            | Grid | Bodovi |
| ---- | --- | ---------------------------- | ------------------------ | ------------------ | ---- | ------ |
| 1.   | 6   | Bob Sweikert                 | Kurtis Kraft-Offenhauser | 3 h 53 min 59,53 s | 14.  | 8      |
| 2.   | 10  | Tony Bettenhausen Paul Russo | Kurtis Kraft-Offenhauser | + 2 min 43,55 s    | 2.   | 3      |
| 3.   | 15  | Jimmy Davies                 | Kurtis Kraft-Offenhauser | + 3 min 32,35 s    | 10.  | 4      |
| 4.   | 44  | Johnny Thomson               | Kuzma-Offenhauser        | + 3 min 38,91 s    | 33.  | 3      |
| 5.   | 77  | Walt Faulkner Bill Homeir    | Kurtis Kraft-Offenhauser | + 5 min 17,17 s    | 7.   | 1      |

| Najbrži krug | Bill Vukovich - 1 min 3,67 s |

| Poz. | Br. | Vozač                     | Konstruktor | Vrijeme           | Grid | Bodovi |
| ---- | --- | ------------------------- | ----------- | ----------------- | ---- | ------ |
| 1.   | 10  | Juan Manuel Fangio        | Mercedes    | 2 h 39 min 29,0 s | 2.   | 9      |
| 2.   | 14  | Stirling Moss             | Mercedes    | + 8,1 s           | 3.   | 6      |
| 3.   | 2   | Nino Farina               | Ferrari     | + 1 min 40,5 s    | 4.   | 4      |
| 4.   | 6   | Paul Frère                | Ferrari     | + 3 min 25,5 s    | 8.   | 3      |
| 5.   | 24  | Roberto Mieres Jean Behra | Maserati    | + 1 krug          | 13.  | 1      |

| Najbrži krug | Juan Manuel Fangio - 4 min 20,6 s |

| Poz. | Br. | Vozač               | Konstruktor | Vrijeme           | Grid | Bodovi |
| ---- | --- | ------------------- | ----------- | ----------------- | ---- | ------ |
| 1.   | 8   | Juan Manuel Fangio  | Mercedes    | 2 h 54 min 23,8 s | 1.   | 8      |
| 2.   | 10  | Stirling Moss       | Mercedes    | + 0,3 s           | 2.   | 6      |
| 3.   | 18  | Luigi Musso         | Maserati    | + 57,1 s          | 4.   | 4      |
| 4.   | 16  | Roberto Mieres      | Maserati    | + 1 krug          | 7.   | 4      |
| 5.   | 6   | Eugenio Castellotti | Ferrari     | + 2 kruga         | 9.   | 2      |

| Najbrži krug | Roberto Mieres - 1 min 40,9 s |

| Poz. | Br. | Vozač              | Konstruktor | Vrijeme          | Grid | Bodovi |
| ---- | --- | ------------------ | ----------- | ---------------- | ---- | ------ |
| 1.   | 12  | Stirling Moss      | Mercedes    | 3 h 7 min 21,2 s | 1.   | 9      |
| 2.   | 10  | Juan Manuel Fangio | Mercedes    | + 0,2 s          | 2.   | 6      |
| 3.   | 14  | Karl Kling         | Mercedes    | + 1 min 11,8 s   | 4.   | 4      |
| 4.   | 50  | Piero Taruffi      | Mercedes    | + 1 krug         | 5.   | 3      |
| 5.   | 4   | Luigi Musso        | Maserati    | + 1 krug         | 9.   | 2      |

| Najbrži krug | Stirling Moss - 2 min 0,4 s |

 VN Italije
| Poz. | Br. | Vozač               | Konstruktor | Vrijeme          | Grid | Bodovi |
| ---- | --- | ------------------- | ----------- | ---------------- | ---- | ------ |
| 1.   | 18  | Juan Manuel Fangio  | Mercedes    | 2 h 25 min 4,4 s | 1.   | 8      |
| 2.   | 14  | Piero Taruffi       | Mercedes    | + 0,6 s          | 9.   | 6      |
| 3.   | 4   | Eugenio Castellotti | Ferrari     | + 46,1 s         | 4.   | 4      |
| 4.   | 36  | Jean Behra          | Maserati    | + 3 min 57,5 s   | 6.   | 3      |
| 5.   | 34  | Carlos Menditeguy   | Maserati    | + 1 krug         | 16.  | 2      |

| Najbrži krug | Stirling Moss - 2 min 46,9 s |

## Poredak vozača
| Mjesto | Vozač                 | Bodovi |      |   |   |   |   |   |   |
| ------ | --------------------- | ------ | ---- | - | - | - | - | - | - |
| 1.     | Juan Manuel Fangio    | 40     | 9    | 1 |   | 9 | 8 | 6 | 8 |
| 2.     | Stirling Moss         | 23     | 1    | – |   | 6 | 6 | 9 | 1 |
| 3.     | Eugenio Castellotti   | 12     | –    | 6 |   | – | 2 | – | 4 |
| 4.     | Maurice Trintignant   | 11,33  | 3,33 | 8 |   | – | – | – | – |
| 5.     | Nino Farina           | 10,33  | 3,33 | 3 |   | 4 |   |   | – |
| 6.     | Piero Taruffi         | 9      |      | – |   | – |   | 3 | 6 |
| 7.     | Bob Sweikert          | 8      |      |   | 8 |   |   |   |   |
| 8.     | Roberto Mieres        | 7      | 2    | – |   | 1 | 4 | – | – |
| 9.     | Jean Behra            | 6      | –    | 2 |   | 1 | – | – | 3 |
| 10.    | Luigi Musso           | 6      | –    | – |   | – | 4 | 2 | – |
| 11.    | Karl Kling            | 5      | 1    |   |   | – | – | 4 | – |
| 12.    | Jimmy Davies          | 4      |      |   | 4 |   |   |   |   |
| 13.    | Tony Bettenhausen     | 3      |      |   | 3 |   |   |   |   |
| 14.    | Paul Russo            | 3      |      |   | 3 |   |   |   |   |
| 15.    | Paul Frère            | 3      |      | – |   | 3 |   |   |   |
| 16.    | Johnny Thomson        | 3      |      |   | 3 |   |   |   |   |
| 17.    | José Froilán González | 2      | 2    |   |   |   |   |   |   |
| 18.    | Cesare Perdisa        | 2      |      | 2 |   | – |   |   |   |
| 19.    | Luigi Villoresi       | 2      | –    | 2 |   | – |   |   | – |
| 20.    | Carlos Menditeguy     | 2      | –    |   |   |   |   |   | 2 |
| 21.    | Umberto Maglioli      | 1,33   | 1,33 |   |   |   |   |   | – |
| 22.    | Hans Herrmann         | 1      | 1    | – |   |   |   |   |   |
| 23.    | Walt Faulkner         | 1      |      |   | 1 |   |   |   |   |
| 24.    | Bill Homeier          | 1      |      |   | 1 |   |   |   |   |
| 25.    | Bill Vukovich         | 1      |      |   | 1 |   |   |   |   |
| Mjesto | Vozač                 | Bodovi |      |   |   |   |   |   |   |

- Juan Manuel Fangio je osvojio ukupno 41 bod, ali samo 40 bodova osvojenih u pet najboljih utrka su se računala za prvenstvo vozača.

| Boja | Značenje                                                  |
| ---- | --------------------------------------------------------- |
| 5    | Osvojeni bodovi koji su se računali za prvenstvo vozača   |
| 5    | Osvojeni bodovi koji se nisu računali za prvenstvo vozača |
| –    | Vozač nije osvojio bodove u utrci                         |
|      | Vozač nije nastupao na utrci                              |

## Statistike
| Vozač                 | Postolja  | Postolja  | Postolja  | Prvo startno mjesto | Najbrži krug | Krugovi u vodstvu |
| Vozač                 | 1. mjesto | 2. mjesto | 3. mjesto | Prvo startno mjesto | Najbrži krug | Krugovi u vodstvu |
| --------------------- | --------- | --------- | --------- | ------------------- | ------------ | ----------------- |
| Juan Manuel Fangio    | 4         | 1         | -         | 3                   | 3            | 309               |
| Stirling Moss         | 1         | 2         | -         | 1                   | 2            | 112               |
| Maurice Trintignant   | 1         | 1         | 1         | -                   | -            | 20                |
| Bob Sweikert          | 1         | -         | -         | -                   | -            | 86                |
| Nino Farina           | -         | 1         | 2         | -                   | -            | -                 |
| Eugenio Castellotti   | -         | 1         | 1         | 1                   | -            | -                 |
| José Froilán González | -         | 1         | -         | 1                   | -            | 10                |
| Tony Bettenhausen     | -         | 1         | -         | -                   | -            | -                 |
| Paul Russo            | -         | 1         | -         | -                   | -            | -                 |
| Piero Taruffi         | -         | 1         | -         | -                   | -            | -                 |
| Umberto Maglioli      | -         | -         | 1         | -                   | -            | -                 |
| Jean Behra            | -         | -         | 1         | -                   | -            | -                 |
| Cesare Perdisa        | -         | -         | 1         | -                   | -            | -                 |
| Jimmy Davies          | -         | -         | 1         | -                   | -            | -                 |
| Luigi Musso           | -         | -         | 1         | -                   | -            | -                 |
| Karl Kling            | -         | -         | 1         | -                   | -            | -                 |
| Jerry Hoyt            | -         | -         | -         | 1                   | -            | -                 |
| Bill Vukovich         | -         | -         | -         | -                   | 1            | 50                |
| Roberto Mieres        | -         | -         | -         | -                   | 1            | 4                 |
| Jimmy Bryan           | -         | -         | -         | -                   | -            | 31                |
| Art Cross             | -         | -         | -         | -                   | -            | 24                |
| Alberto Ascari        | -         | -         | -         | -                   | -            | 13                |
| Jack McGrath          | -         | -         | -         | -                   | -            | 6                 |
| Harry Schell          | -         | -         | -         | -                   | -            | 4                 |
| Don Freeland          | -         | -         | -         | -                   | -            | 3                 |

| Konstruktor              | Postolja  | Postolja  | Postolja  | Prvo startno mjesto | Najbrži krug | Krugovi u vodstvu |
| Konstruktor              | 1. mjesto | 2. mjesto | 3. mjesto | Prvo startno mjesto | Najbrži krug | Krugovi u vodstvu |
| ------------------------ | --------- | --------- | --------- | ------------------- | ------------ | ----------------- |
| Mercedes                 | 5         | 4         | 1         | 4                   | 5            | 421               |
| Ferrari                  | 1         | 1         | 3         | 1                   | -            | 30                |
| Kurtis Kraft-Offenhauser | 1         | 1         | 1         | -                   | 1            | 166               |
| Lancia                   | -         | 1         | -         | 1                   | -            | 13                |
| Maserati                 | -         | -         | 2         | -                   | 1            | 8                 |
| Stevens-Offenhauser      | -         | -         | -         | 1                   | -            | -                 |
| Kuzma-Offenhauser        | -         | -         | -         | -                   | -            | 31                |
| Phillips-Offenhauser     | -         | -         | -         | -                   | -            | 3                 |

### Vodeći vozač u prvenstvu
U rubrici bodovi, prikazana je bodovna prednost vodećeg vozača ispred drugoplasiranog, dok je žutom bojom označena utrka na kojoj je vozač osvojio naslov prvaka.
| Utrka               | Vozač               | Bodovi |
| ------------------- | ------------------- | ------ |
| VN Argentine        | Juan Manuel Fangio  | 5,67   |
| VN Monaka           | Maurice Trintignant | 1,33   |
| Indianapolis 500    | Maurice Trintignant | 1,33   |
| VN Belgije          | Juan Manuel Fangio  | 7,67   |
| VN Nizozemske       | Juan Manuel Fangio  | 14     |
| VN Velike Britanije | Juan Manuel Fangio  | 11     |
| VN Italije          | Juan Manuel Fangio  | 17     |

| Logotip Zajedničkog poslužitelja | Zajednički poslužitelj ima još gradiva o temi Formula 1 - Sezona 1955. |

| Sezone Formule 1 | Sezone Formule 1 |
| --- | ---------------- |
| |                  |
| 1950. \| 1951. \| 1952. \| 1953. \| 1954. \| 1955. \| 1956. \| 1957. \| 1958. \| 1959. 1960. \| 1961. \| 1962. \| 1963. \| 1964. \| 1965. \| 1966. \| 1967. \| 1968. \| 1969. 1970. \| 1971. \| 1972. \| 1973. \| 1974. \| 1975. \| 1976. \| 1977. \| 1978. \| 1979. 1980. \| 1981. \| 1982. \| 1983. \| 1984. \| 1985. \| 1986. \| 1987. \| 1988. \| 1989. 1990. \| 1991. \| 1992. \| 1993. \| 1994. \| 1995. \| 1996. \| 1997. \| 1998. \| 1999. 2000. \| 2001. \| 2002. \| 2003. \| 2004. \| 2005. \| 2006. \| 2007. \| 2008. \| 2009. 2010. \| 2011. \| 2012. \| 2013. \| 2014. \| 2015. \| 2016. \| 2017. \| 2018. \| 2019. 2020. \| 2021. \| 2022. \| 2023. \| 2024. \| 2025. \| 2026. \| 2027. \| 2028. \| 2029. |                  |

| Sezone Formule 1 | Sezone Formule 1 |
| --- | ---------------- |
| |                  |
| 1950. \| 1951. \| 1952. \| 1953. \| 1954. \| 1955. \| 1956. \| 1957. \| 1958. \| 1959. 1960. \| 1961. \| 1962. \| 1963. \| 1964. \| 1965. \| 1966. \| 1967. \| 1968. \| 1969. 1970. \| 1971. \| 1972. \| 1973. \| 1974. \| 1975. \| 1976. \| 1977. \| 1978. \| 1979. 1980. \| 1981. \| 1982. \| 1983. \| 1984. \| 1985. \| 1986. \| 1987. \| 1988. \| 1989. 1990. \| 1991. \| 1992. \| 1993. \| 1994. \| 1995. \| 1996. \| 1997. \| 1998. \| 1999. 2000. \| 2001. \| 2002. \| 2003. \| 2004. \| 2005. \| 2006. \| 2007. \| 2008. \| 2009. 2010. \| 2011. \| 2012. \| 2013. \| 2014. \| 2015. \| 2016. \| 2017. \| 2018. \| 2019. 2020. \| 2021. \| 2022. \| 2023. \| 2024. \| 2025. \| 2026. \| 2027. \| 2028. \| 2029. |                  |